# Hattan (Nordland)
Pour les articles homonymes, voir Hattan.
Hattan est une localité du comté de Nordland, en Norvège.

## Géographie
Administrativement, Hattan fait partie de la kommune de Vestvågøy.